# ألين توساينت
ألين توساينت (بالإنجليزية: Allen Toussaint) هو ملحن وعازف بيانو ومغني وعازف جاز ومنتج أسطوانات وكاتب أغاني أمريكي، ولد في 14 يناير 1938 في نيو أورلينز في الولايات المتحدة، وتوفي في 9 نوفمبر 2015 في مدريد في إسبانيا بسبب نوبة قلبية.

## وصلات خارجية
- الموقع الرسمي
- ألين توساينت على موقع IMDb (الإنجليزية)
- ألين توساينت على موقع ميوزك برينز (الإنجليزية)
- ألين توساينت على موقع رولينغ ستون (الإنجليزية)
- ألين توساينت على موقع قاعدة بيانات برودواي على الإنترنت (الإنجليزية)
- ألين توساينت على موقع إن إن دي بي (الإنجليزية)
- ألين توساينت على موقع أول ميوزيك (الإنجليزية)
- ألين توساينت على موقع ديسكوغز (الإنجليزية)
- ألين توساينت على موقع قاعدة بيانات الفيلم (الإنجليزية)